# Félix Award

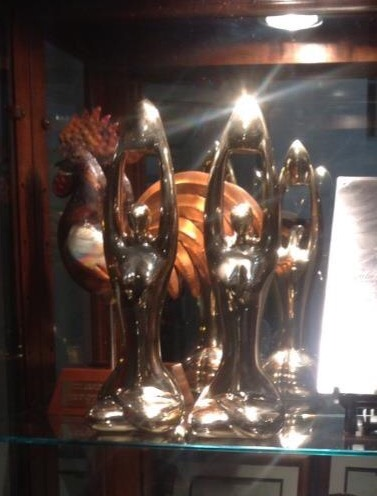
Felix Award Trophäen in einer Vitrine

Der Félix Award, bzw. Prix Félix oder „Trophée Félix“ im französischen Original, ist eine Preisverleihung der ADISQ für Musiker aus der kanadischen Provinz Québec, ein Musikpreis in elf bis zwölf Kategorien, der jährlich vergeben wird.
Der allererste Félix Award wurde am 23. September 1979 auf einer Gala-Showveranstaltung der Association du disque, de l’industrie du spectacle québécois (ADISQ) im Expo-Théâtre in Montréal präsentiert. Der Name dieser Auszeichnung Félix bezieht sich auf den Komponisten Félix Leclerc.
Im Gegensatz zu den Juno Awards, die gemäß den Verkaufszahlen vergeben werden, werden die Félix Awards von Jurys innerhalb der Musikindustrie-Assoziation von Québec (ADISQ) ausgewählt.
Die Gala der Preisverleihung wird live im Fernsehen von ICI Radio-Canada Télé gesendet sowie online gestreamt über ICI.Radio-Canada.ca. Die TV-Aufzeichnung ist ab dem Sendetag für 30 Tage in der Mediathek abrufbar.

## Kategorien
- Album de l’année - Adulte contemporain
- Album de l’année – Folk
- Album de l’année – Pop
- Album de l’année – Rap
- Artiste autochtone de l’année
- Auteur ou compositeur de l’année / Auteure ou compositrice de l’année
- Chanson de l’année
- Groupe ou duo de l’année
- Interprète féminine de l’année
- Interprète masculin de l’année
- Révélation de l’année
- Spectacle de l’année - Auteur-compositeur- interprète

## Belege
1. 1 2 3  Prix „Trophée Félix“, thecanadianencyclopedia.ca, abgerufen am 28. November 2019 (französisch)
2. ↑  Preisträger 2018 in elf Kategorien, adisq.com Montréal 28. Oktober 2018 (französisch)
3. ↑  Pressemitteilung zur Gala 2019, abgerufen am 28. November 2019 (französisch)